# Anomis illita
Anomis illita är en fjärilsart som beskrevs av Achille Guenée 1852. Anomis illita ingår i släktet Anomis och familjen nattflyn. Inga underarter finns listade i Catalogue of Life.